# Ouranopithecus
Ouranopithecus je rod izumrlog euroazijskih velikih majmuna kojeg predstavljaju dvije vrste, Ouranopithecus macedoniensis, kasni miocenski (9,6–8,7 Ma) hominoid iz Grčke i Ouranopithecus turkae, također iz kasnog miocena (8,7–7,4 Ma) iz Turske.

## Sistematika
Na temelju zubne i facijalne anatomije O. macedoniensis, sugerira se da je Ouranopithecus zapravo bio iz tribusa Dryopithecini. Međutim, vjerojatno je usko vezan uz Ponginae. Neki istraživači smatraju O. macedoniensis posljednjim zajedničkim pretkom majmuna i ljudi, i pretečom australopiteka i ljudi, iako je to vrlo kontroverzno i nije široko prihvaćeno. Istina je da O. macedoniensis dijeli izvedena obilježja s nekim ranim homininima (poput frontalnog sinusa, šupljine na čelu), ali one gotovo sigurno nisu blisko povezane vrste. Sugerira se da bi mogao biti sinonim Graecopithecus freybergi, iako nema dovoljno podataka koji podupiru sinonimiju.

## Poveznice
- Anoiapithecus
- Chororapithecus
- Dryopithecus
- Nakalipithecus
- Pierolapithecus
- Samburupithecus

## Vanjske poveznice
- Ljudska vremenska crta (interaktivna) - Smithsonian, Nacionalni prirodoslovni muzej (kolovoz 2016.).